# Парламент Молдови
Парламент Молдови — вищий представницький і законодавчий орган країни. Складається зі 101 депутата.

## Парламент згідно з конституцією

### Вибори
- Парламент обирається на основі загального, рівного і прямого виборчого права при таємному і вільному голосуванні.
- Порядок організації та проведення виборів встановлюється органічним законом.
- Вибори депутатів парламенту проводяться не пізніше ніж у тримісячний термін після закінчення терміну повноважень або розпуску парламенту попереднього складу.

### Визнання мандатів депутатів
Конституційний суд за пропозицією Центральної виборчої комісії приймає рішення про визнання мандатів депутатів або, у разі порушення законодавства про вибори, про невизнання їх.

### Термін повноважень
- Термін повноважень парламенту — чотири роки. Він може бути продовжений органічним законом у разі війни або катастрофи.
- Парламент скликається президентом Молдови не пізніше ніж у 30-денний термін після виборів.
- Парламент виконує повноваження до законного скликання нового складу парламенту. У цей період не можуть вноситися зміни в конституцію і не можуть бути прийняті, змінені або визнані такими, що втратили силу органічні закони.
- Законопроєкти або законодавчі пропозиції, внесені до порядку денного парламенту попереднього складу, розглядаються новообраним парламентом.

### Внутрішня організація
- Структура, організація і діяльність парламенту визначаються регламентом. Джерела фінансування парламенту передбачаються в затверджуваному ним бюджеті.
- Голова парламенту обирається таємним голосуванням більшістю голосів обраних депутатів на термін повноважень парламенту. Він може бути достроково звільнений з посади таємним голосуванням двома третинами голосів депутатів.
- Заступники голови обираються за поданням голови парламенту за погодженням з парламентськими фракціями.

### Відкритість засідань
- Засідання Парламенту є відкритими.
- Парламент може ухвалити рішення про проведення в окремих випадках закритих засідань.

### Основні повноваження
Парламент має такі основні повноваження:
- приймає закони, постанови і резолюції;
- призначає референдуми;
- дає тлумачення законів і забезпечує єдність законодавчого регулювання на всій території країни;
- затверджує основні напрями внутрішньої і зовнішньої політики держави;
- стверджує військову доктрину держави;
- здійснює парламентський контроль за виконавчою владою у формах і межах, передбачених конституцією;
- ратифікує, денонсує, припиняє дію і анулює міжнародні договори, укладені Молдовою;
- затверджує державний бюджет і здійснює контроль за його виконанням;
- здійснює контроль за наданням державних позик, економічної та іншої допомоги іншим державам, за укладанням угод про державні позики і кредити з іноземних джерел;
- обирає та призначає державних посадових осіб у випадках, передбачених законом;
- стверджує ордени і медалі Республіки Молдова;
- оголошує часткову або загальну мобілізацію;
- оголошує надзвичайний, облоговий і військовий стан;
- організує вивчення та заслуховування будь-яких питань, що стосуються інтересів суспільства;
- припиняє діяльність органів місцевого публічного управління у випадках, передбачених законом;
- приймає акти про амністію;
- здійснює інші повноваження, встановлені Конституцією і законами.

### Сесії
- Парламент скликають на дві чергові сесії на рік. Перша починається в лютому і завершується не пізніше кінця липня. Друга починається у вересні і завершується не пізніше кінця грудня.
- Парламент скликають і на позачергові або спеціальні сесії на вимогу Президента Республіки Молдова, Голови Парламенту чи однієї третини депутатів.

## Історія
Перші парламентські вибори в сучасній Молдові відбулися в квітні 1990 року. Тоді це була ще Верховна Рада Молдавської РСР, проте він був незабаром перейменований в парламент. 83 % депутатів були членами Компартії Молдови. Частина їх входила до Народний фронт. Разом члени Народного фронту володіли 25 % мандатів.
Восени 1993 року Аграрно-демократична партія Молдови, Рух за рівноправність «Унітате-Єдність» і Соціалістична партія Молдови почали виступи за достроковий розпуск парламенту. Фракціями «Згода» і «Сільське життя» було зібрано 176 депутатських підписів за розпуск. Наступні вибори були призначені на 27 лютого 1994 року. 56 мандатів отримала Аграрно-демократична партія, 28 — блок Соціалістична партія — «Єдність», прихильники об'єднання з Румунією отримали всього 20 місць. Головою став Петру Лучинський.
Наступні вибори пройшли 22 березня 1998 року. На них перемогу отримала ПКРМ, отримавши 40 мандатів.
Після дострокових виборів 25 лютого 2001 року місця в парламенті були розподілені таким чином: ПКРМ — 71 мандат, Передвиборчий блок «Альянс Брагіш» — 19 мандатів, ХДНП — 11 мандатів. Головою парламенту стала Євгенія Остапчук.
6 березня 2005 року відбулися чергові вибори до молдовського парламенту. У Молдові та за її межами були відкриті 1970 виборчих дільниць, що відносяться до 37 виборчих округів другого рівня. У передвиборчій кампанії взяли участь 23 претенденти: 2 виборчих блоки, 9 партій або суспільно-політичних рухів і 12 незалежних кандидатів.
Вперше був встановлений 6 % виборчий ценз для політичних партій, 9 % — для виборчого блоку, що складається з двох формувань, і 12 % — для виборчого блоку, що включає три і більше формування. Для незалежних кандидатів залишився виборчий ценз у 3 %. У голосуванні взяли участь 64,84 % виборців, включених у виборчі списки. ПКРМ набрала 45,98 % голосів (56 мандатів), блок «Демократична Молдова» — 28,53 % (34 мандати), ХДНП — 9,07 % (11 мандатів).
Після квітневих виборів 2009 року в Кишиневі почалися масові заворушення, внаслідок яких зокрема було захоплено будівлю парламенту. Після погрому в ньому було підпалено перший поверх.